# 下诺夫哥罗德站 (莫斯科中央环线)
下諾夫哥羅德站（羅馬化：Nizhegorodskaya）是莫斯科地鐵莫斯科中央環線的一個車站，在2016年9月。車站以莫斯科下諾夫哥羅德命名。站名在啟用不久前自梁贊站改名。
下諾夫哥羅德可提供免費轉乘前往大環線和內克拉索夫卡線的下諾夫哥羅德。

## 圖片

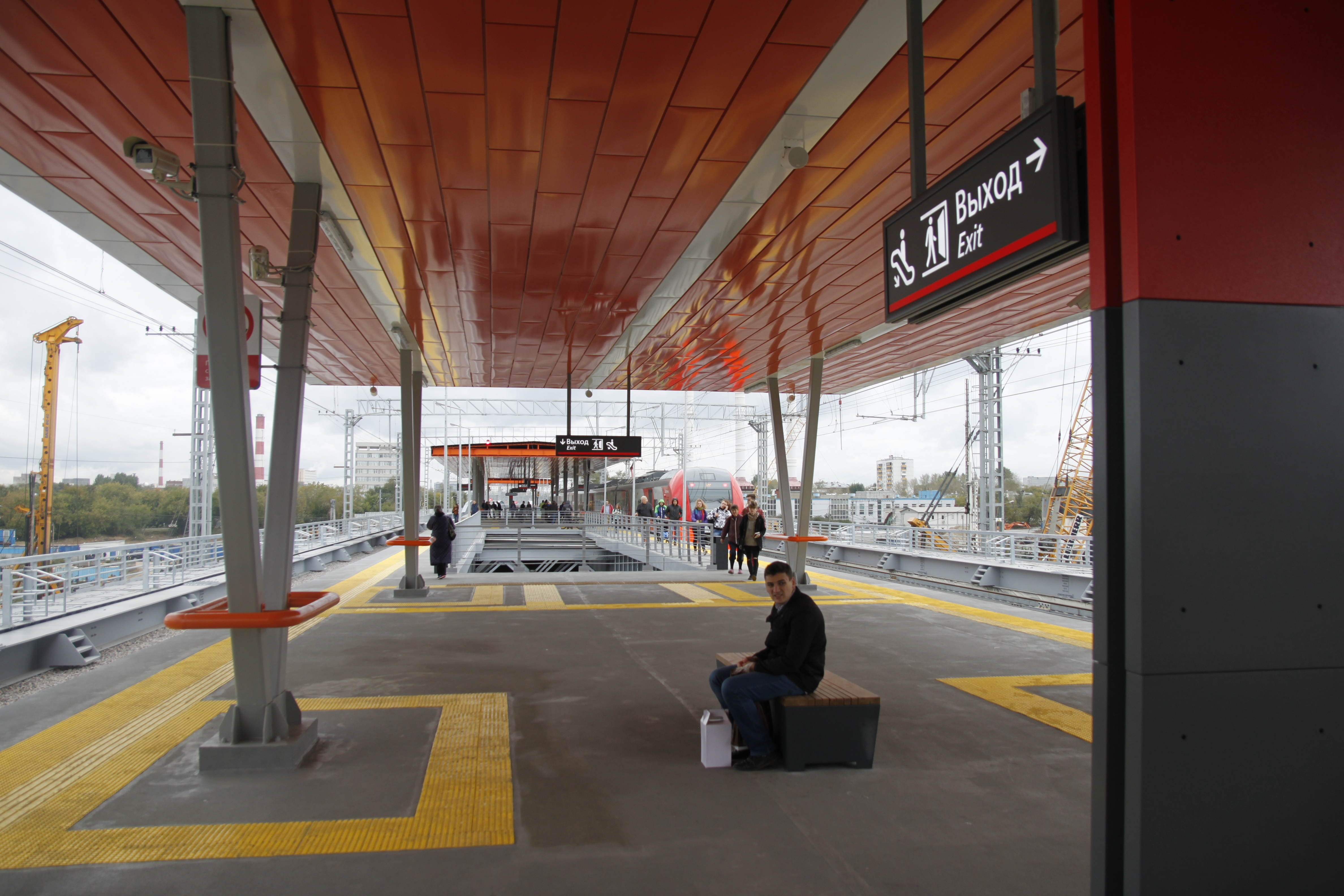
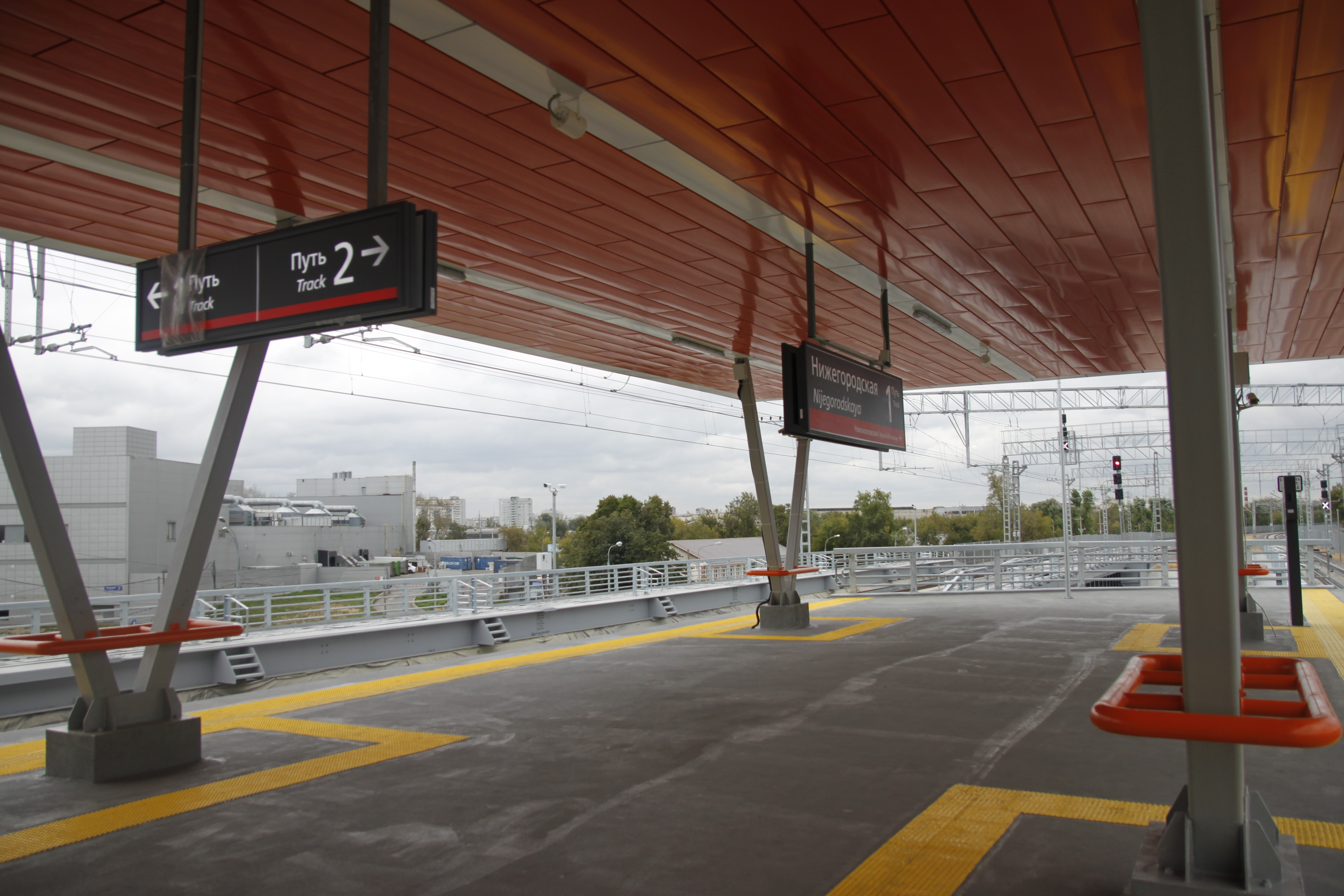
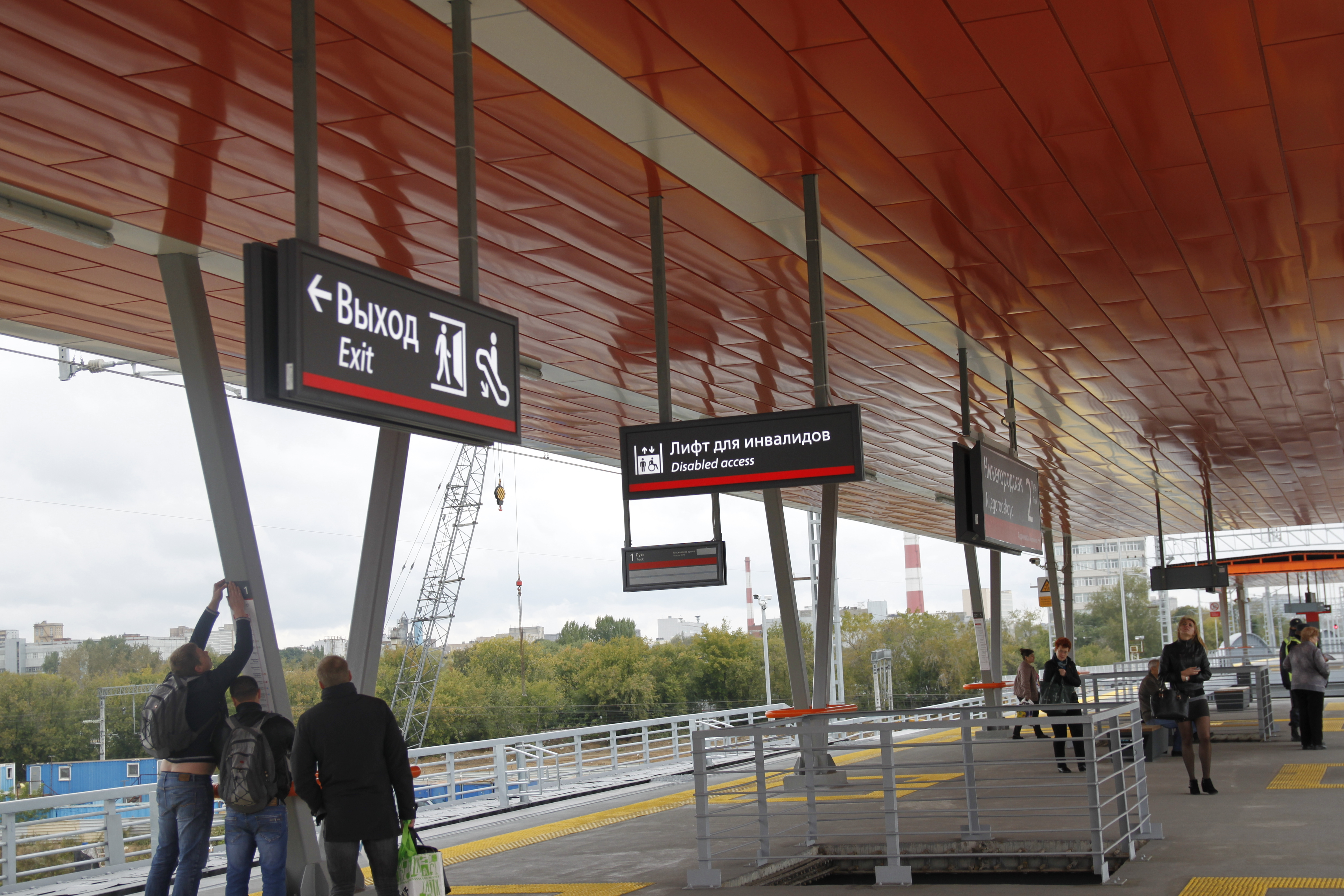

## 外部連結
- mkzd.ru